# Wardensville
Wardensville è un comune (town) degli Stati Uniti d'America, situato nello stato della Virginia Occidentale, nella contea di Hardy.